# Lista de negros indicados ao Oscar

## Categorias

### Melhor Ator
| Ano  | Recipiente            | Recipiente         | Filme                         | Resultado | Nota(s) | Ref.        |
| ---- | --------------------- | ------------------ | ----------------------------- | --- | --- | ----------- |
| 1959 |                       | Sidney Poitier     | The Defiant Ones              | Indicado | Primeiro ator negro a ser indicado a Melhor Ator. Primeiro negro a vencer um Oscar. Primeiro bahamense a vencer o prêmio de Melhor Ator. Primeiro ator negro a receber duas indicações de atuação (Melhor Ator). Ator negro mais jovem a vencer o prêmio de Melhor Ator (37 anos). | [ 1 ]       |
| 1964 | Lilies of the Field   | Sidney Poitier     | Venceu                        | [ 1 ] | Primeiro ator negro a ser indicado a Melhor Ator. Primeiro negro a vencer um Oscar. Primeiro bahamense a vencer o prêmio de Melhor Ator. Primeiro ator negro a receber duas indicações de atuação (Melhor Ator). Ator negro mais jovem a vencer o prêmio de Melhor Ator (37 anos). |             |
| 1971 |                       | James Earl Jones   | The Great White Hope          | Indicado | | [ 1 ]       |
| 1973 |                       | Paul Winfield      | Sounder                       | Indicado | Primeiro filme com indicados afro-americanos aos prêmios de Melhor Ator e Melhor Atriz. |             |
| 1987 |                       | Dexter Gordon      | Round Midnight                | Indicado | Primeiro artista de jazz indicado ao Oscar. |             |
| 1990 |                       | Morgan Freeman     | Driving Miss Daisy            | Indicado | |             |
| 1993 |                       | Denzel Washington  | Malcolm X                     | Indicado | |             |
| 1994 |                       | Laurence Fishburne | What's Love Got to Do with It | Indicado | Segundo filme com indicados afro-americanos aos prêmios de Melhor Ator e Melhor Atriz. |             |
| 1995 |                       | Morgan Freeman     | The Shawshank Redemption      | Indicado | |             |
| 2000 |                       | Denzel Washington  | The Hurricane                 | Indicado | |             |
| 2002 | Training Day          | Denzel Washington  | Venceu                        | Segundo afro-americano a vencer o prêmio de Melhor Ator. Primeira edição em que dois afro-americanos venceram o prêmio de Melhor Ator/Atriz no mesmo ano (Halle Berry, Monster's Ball). Primeiro ator afro-americano a vencer mais de um Oscar competitivo. Primeiro e único ator afro-americano a vencer o Oscar em ambas as categorias de atuação (principal e coadjuvante). | [ 1 ] |             |
| 2002 |                       | Will Smith         | Ali                           | Indicado | Pela primeira vez, vários atores afro-americanos foram indicados a Melhor Ator no mesmo ano. |             |
| 2005 |                       | Jamie Foxx         | Ray                           | Venceu | Primeiro afro-americano a receber duas indicações para atuação na mesma edição. | [ 1 ]       |
| 2005 |                       | Don Cheadle        | Hotel Rwanda                  | Indicado | |             |
| 2006 |                       | Terrence Howard    | Hustle & Flow                 | Indicado | |             |
| 2007 |                       | Forest Whitaker    | The Last King of Scotland     | Venceu | | [ 1 ]       |
| 2007 |                       | Will Smith         | The Pursuit of Happyness      | Indicado | |             |
| 2010 |                       | Morgan Freeman     | Invictus                      | Indicado | |             |
| 2013 |                       | Denzel Washington  | Flight                        | Indicado | |             |
| 2014 |                       | Chiwetel Ejiofor   | 12 Years a Slave              | Indicado | Primeiro ator afro-britânico a ser indicado a Melhor Ator. |             |
| 2017 |                       | Denzel Washington  | Fences                        | Indicado | Primeiro ator negro a dirigir a si mesmo e receber uma indicação ao Oscar (apenas por atuação). Primeiro ator negro a ser indicado para atuação e produção (Melhor Filme) no mesmo ano.                                                                                            |             |
| 2018 | Roman J. Israel, Esq. | Denzel Washington  | Indicado                      | Denzel Washington é o primeiro ator afro-americano a ser indicado por dois anos consecutivos. | |             |
| 2018 |                       | Daniel Kaluuya     | Get Out                       | Indicado | Segundo ator afro-britânico indicado a Melhor Ator. |             |
| 2021 |                       | Chadwick Boseman   | Ma Rainey's Black Bottom      | Indicado | Boseman foi o primeiro ator afro-americano a receber uma indicação póstuma. Terceiro filme com afro-americanos indicados aos prêmios de Melhor Ator e Melhor Atriz. | [ 2 ] [ 3 ] |
| 2022 |                       | Will Smith         | King Richard                  | Venceu | Smith tornou-se o segundo ator negro e nono ator em geral a ser indicado para prêmios de atuação e produção (Melhor Filme) em uma mesma edição da premiação. | [ 4 ]       |
| 2022 |                       | Denzel Washington  | The Tragedy of Macbeth        | Indicado | Denzel Washington tem o maior número de indicações para ator afro-americano: Melhor Ator (7 indicações) e Melhor Ator Coadjuvante (2 indicações). Primeiro ator afro-americano indicado ao prêmio por atuação em uma adaptação cinematográfica de Shakespeare.                     | [ 5 ]       |
| 2024 |                       | Jeffrey Wright     | American Fiction              | Indicado | Primeiro filme a ter indicados afro-americanos a Melhor Ator e Melhor Ator Coadjuvante. |             |
| 2024 |                       | Colman Domingo     | Rustin                        | Indicado | Primeiro ator gay negro e afro-latino indicado a Melhor Ator. |             |
| 2025 | Sing Sing             | Colman Domingo     | Indicado                      | Segundo ator afro-americano indicado em dois anos consecutivos. | |             |

### Melhor Atriz
| Ano  | Recipiente | Recipiente                       | Filme                                | Resultado | Nota(s) | Ref.  |
| ---- | ---------- | -------------------------------- | ------------------------------------ | --------- | --- | ----- |
| 1955 |            | Dorothy Dandridge                | Carmen Jones                         | Indicada  | Primeira afro-americana indicada ao prêmio de Melhor Atriz. | [ 6 ] |
| 1973 |            | Diana Ross                       | Lady Sings the Blues                 | Indicada  | Primeira afro-americana indicada por performance de estreia. Pela primeira vez, várias atrizes afro-americanas receberam indicações de Melhor Atriz. | [ 6 ] |
| 1973 |            | Cicely Tyson                     | Sounder                              | Indicada  | Primeiro filme com indicados afro-americanos aos prêmios de Melhor Ator e Melhor Atriz. Pela primeira vez, várias atrizes afro-americanas receberam indicações de Melhor Atriz. | [ 6 ] |
| 1975 |            | Diahann Carroll                  | Claudine                             | Indicada  | | [ 6 ] |
| 1986 |            | Whoopi Goldberg                  | The Color Purple                     | Indicada  | Performance de estreia. Pela primeira vez, várias atrizes afro-americanas receberam indicações para o mesmo filme, tanto de Melhor Atriz quanto de Melhor Atriz Coadjuvante. | [ 6 ] |
| 1994 |            | Angela Bassett                   | What's Love Got to Do with It        | Indicada  | Segundo filme com indicados afro-americanos aos prêmios de Melhor Ator e Melhor Atriz. | [ 6 ] |
| 2002 |            | Halle Berry                      | Monster's Ball                       | Venceu    | Primeira afro-americana a vencer o prêmio de Melhor Atriz. Primeira edição em que dois afro-americanos venceram o prêmio de Melhor Ator/Atriz no mesmo ano (Denzel Washington, Training Day). | [ 1 ] |
| 2010 |            | Gabourey Sidibe                  | Precious                             | Indicada  | Performance de estreia. Segundo filme com indicadas afro-americanas aos prêmios de Melhor Atriz e Melhor Atriz Coadjuvante. | [ 6 ] |
| 2012 |            | Viola Davis                      | The Help                             | Indicada  | Segunda atriz afro-americana a receber indicações de atuação nas categorias principal e coadjuvante, depois de Whoopi Goldberg. Terceiro filme com indicadas afro-americanas aos prêmios de Melhor Atriz e Melhor Atriz Coadjuvante.                                                                               | [ 6 ] |
| 2013 |            | Quvenzhané Wallis                | Beasts of the Southern Wild          | Indicada  | Performance de estreia. Aos 9 anos, a mais jovem indicada a Melhor Atriz. Primeira pessoa nascida no século XXI a receber uma indicação ao Oscar. | [ 6 ] |
| 2017 |            | Ruth Negga                       | Loving                               | Indicada  | Primeira atriz afro-irlandesa a ser indicada. Primeira mulher Etíope a ser indicada ao prêmio de Melhor Atriz. |       |
| 2020 |            | Cynthia Erivo[carece de fontes?] | Harriet                              | Indicada  | Primeira atriz afro-britânica a ser indicada ao prêmio de Melhor Atriz. Segunda mulher negra a receber múltiplas indicações ao Oscar no mesmo ano. Terceira pessoa indicada ao prêmio de atuação e ao prêmio de música (Melhor Canção Original) no mesmo ano. Primeiro nigeriano a receber uma indicação ao Oscar. |       |
| 2021 |            | Viola Davis                      | Ma Rainey's Black Bottom             | Indicada  | Atriz afro-americana mais indicada, com quatro indicações. Primeira atriz negra a receber duas indicações de Melhor Atriz. Terceiro filme com indicados afro-americanos a Melhor Ator e Melhor Atriz. Pela segunda vez, várias atrizes afro-americanas receberam indicações de Melhor Atriz.                       |       |
| 2021 |            | Andra Day                        | The United States vs. Billie Holiday | Indicada  | Pela segunda vez, várias atrizes afro-americanas receberam indicações de Melhor Atriz. |       |
| 2025 |            | Cynthia Erivo                    | Wicked                               | Indicada  | Primeira atriz negra britânica a receber duas indicações de Melhor Atriz, e a segunda atriz negra a receber duas indicações de Melhor Atriz. |       |

### Melhor Ator Coadjuvante
| Ano  | Recipiente     | Recipiente            | Filme                       | Resultado | Nota(s) | Ref.  |
| ---- | -------------- | --------------------- | --------------------------- | --- | --- | ----- |
| 1970 |                | Rupert Crosse         | The Reivers                 | Indicado | Primeiro afro-americano indicado ao prêmio de Melhor Ator Coadjuvante. |       |
| 1982 | Howard Rollins | Howard Rollins        | Ragtime                     | Indicado | Performance de estreia. |       |
| 1983 |                | Louis Gossett Jr.     | An Officer and a Gentleman  | Venceu | Primeiro afro-americano a vencer o prêmio de Melhor Ator Coadjuvante. |       |
| 1985 | Adolph Caesar  | Adolph Caesar         | A Soldier's Story           | Indicado | |       |
| 1988 |                | Morgan Freeman        | Street Smart                | Indicado | Primeira edição em que dois afro-americanos recebem indicações ao prêmio de Melhor Ator Coadjuvante. |       |
| 1988 |                | Denzel Washington     | Cry Freedom                 | Indicado | Primeira edição em que dois afro-americanos recebem indicações ao prêmio de Melhor Ator Coadjuvante. |       |
| 1990 | Glory          | Denzel Washington     | Venceu                      | Primeiro afro-americano indicado mais de uma vez ao prêmio de Melhor Ator Coadjuvante. | |       |
| 1993 | Jaye Davidson  | Jaye Davidson         | The Crying Game             | Indicado | Performance de estreia. Ator negro mais jovem a receber uma indicação ao Oscar (24 anos). Primeiro afro-britânico a receber uma indicação ao Oscar. Primeiro ator negro assumidamente gay a receber uma indicação ao Oscar.                             |       |
| 1995 |                | Samuel L. Jackson     | Pulp Fiction                | Indicado | |       |
| 1997 |                | Cuba Gooding Jr.      | Jerry Maguire               | Venceu | Afro-americano mais jovem a vencer um Oscar (29 anos). |       |
| 2000 |                | Michael Clarke Duncan | The Green Mile              | Indicado | |       |
| 2004 |                | Djimon Hounsou        | In America                  | Indicado | Primeiro ator negro nascido na África (especificamente no Benim) a receber uma indicação ao Oscar. |       |
| 2005 |                | Morgan Freeman        | Million Dollar Baby         | Venceu | Afro-americano mais idoso a vencer um Oscar (67 anos). |       |
| 2005 |                | Jamie Foxx            | Collateral                  | Indicado | Primeiro afro-americano a receber duas indicações na mesma edição. | [ 7 ] |
| 2007 |                | Djimon Hounsou        | Blood Diamond               | Indicado | |       |
| 2007 |                | Eddie Murphy          | Dreamgirls                  | Indicado | Primeiro filme com indicados afro-americanos aos prêmios de Melhor Ator Coadjuvante e Melhor Atriz Coadjuvante. | [ 8 ] |
| 2014 |                | Barkhad Abdi          | Captain Phillips            | Indicado | Performance de estreia. Segundo ator negro nascido na África (especificamente na Somália) a receber uma indicação ao Oscar. |       |
| 2017 |                | Mahershala Ali        | Moonlight                   | Venceu | Segundo filme com indicados negros a Melhor Ator Coadjuvante e Melhor Atriz Coadjuvante. Primeiro muçulmano a vencer um Oscar. Primeira vez que dois artistas afro-americanos ganharam o Oscar de papel coadjuvante no mesmo ano (Viola Davis, Fences). | [ 9 ] |
| 2019 | Green Book     | Mahershala Ali        | Venceu                      | Pela segunda vez, dois artistas afro-americanos ganharam o Oscar de papel coadjuvante no mesmo ano (Regina King, If Beale Street Could Talk). Primeiro ator afro-americano a ganhar dois Oscars na mesma categoria. Segundo ator afro-americano a vencer mais de um Oscar competitivo. | |       |
| 2021 |                | Daniel Kaluuya        | Judas and the Black Messiah | Venceu | Primeiro ator afro-britânico a ganhar um Oscar de atuação. Primeiro ator afro-britânico a receber várias indicações ao Oscar. Primeiro filme a ter vários atores negros indicados na mesma categoria para o mesmo filme.                                |       |
| 2021 |                | Lakeith Stanfield     | Judas and the Black Messiah | Indicado | Primeiro filme a ter vários atores negros indicados na mesma categoria para o mesmo filme. |       |
| 2021 |                | Leslie Odom Jr.       | One Night in Miami...       | Indicado | Primeiro homem afro-americano a receber indicações ao Oscar no mesmo ano por atuação e composição. Quarta pessoa no geral, terceira pessoa negra e primeiro negro indicado ao Oscar por atuação e composição no mesmo ano.                              |       |
| 2023 |                | Brian Tyree Henry     | Causeway                    | Indicado | |       |
| 2024 |                | Sterling K. Brown     | American Fiction            | Indicado | Primeiro filme a ter indicados afro-americanos a Melhor Ator e Melhor Ator Coadjuvante. |       |

### Melhor Atriz Coadjuvante
| Ano  | Recipiente         | Recipiente             | Filme                               | Resultado | Nota(s) | Ref.   |
| ---- | ------------------ | ---------------------- | ----------------------------------- | --- | --- | ------ |
| 1940 |                    | Hattie McDaniel        | Gone with the Wind                  | Venceu | Primeira pessoa afro-americana a vencer o Oscar. Primeira pessoa afro-americana indicada ao Oscar. | [ 6 ]  |
| 1950 |                    | Ethel Waters           | Pinky                               | Indicada | Segunda pessoa afro-americana indicada ao Oscar. | [ 6 ]  |
| 1960 |                    | Juanita Moore          | Imitation of Life                   | Indicada | | [ 6 ]  |
| 1968 |                    | Beah Richards          | Guess Who's Coming to Dinner        | Indicada | | [ 6 ]  |
| 1984 |                    | Alfre Woodard          | Cross Creek                         | Indicada | | [ 6 ]  |
| 1986 |                    | Margaret Avery         | The Color Purple                    | Indicada | Primeira ocasião em que mais de um afro-americano foi indicado por um mesmo filme. Performance de estreia de Winfrey. | [ 6 ]  |
| 1986 |                    | Oprah Winfrey          | The Color Purple                    | Indicada | Primeira ocasião em que mais de um afro-americano foi indicado por um mesmo filme. Performance de estreia de Winfrey. | [ 10 ] |
| 1991 |                    | Whoopi Goldberg        | Ghost                               | Venceu | Primeira afro-americana a receber duas indicações ao Oscar. Primeira atriz afro-americana a receber indicações de atuação nas categorias principal e coadjuvante. Segunda afro-americana a vencer o prêmio de Melhor Atriz Coadjuvante.                                                                              | [ 6 ]  |
| 1997 |                    | Marianne Jean-Baptiste | Secrets & Lies                      | Indicada | Primeira atriz afro-britânica indicada ao Oscar. |        |
| 2003 |                    | Queen Latifah          | Chicago                             | Indicada | Primeira artista feminina de hip hop indicada ao Oscar. | [ 6 ]  |
| 2005 |                    | Sophie Okonedo         | Hotel Rwanda                        | Indicada | Segunda atriz afro-britânica indicada ao Oscar. |        |
| 2007 |                    | Jennifer Hudson        | Dreamgirls                          | Venceu | Performance de estreia. Atriz afro-americana mais jovem a vencer o Oscar. Primeiro filme a apresentar indicados afro-americanos a Melhor Ator Coadjuvante e Melhor Atriz Coadjuvante. | [ 6 ]  |
| 2008 |                    | Ruby Dee               | American Gangster                   | Indicada | Aos 83 anos, a atriz afro-americana mais idosa já indicada ao Oscar. | [ 11 ] |
| 2009 |                    | Viola Davis            | Doubt                               | Indicada | Primeira vez que dois filmes têm atrizes negras indicadas como Atriz Coadjuvante no mesmo ano. | [ 12 ] |
| 2009 |                    | Taraji P. Henson       | The Curious Case of Benjamin Button | Indicada | Primeira vez que dois filmes têm atrizes negras indicadas como Atriz Coadjuvante no mesmo ano. | [ 6 ]  |
| 2010 |                    | Mo'Nique               | Precious                            | Venceu | Segundo filme com indicadas afro-americanas a Melhor Atriz e Melhor Atriz Coadjuvante. |        |
| 2012 |                    | Octavia Spencer        | The Help                            | Venceu | Terceiro filme com indicadas afro-americanas a Melhor Atriz e Melhor Atriz Coadjuvante. | [ 13 ] |
| 2014 |                    | Lupita Nyong'o         | 12 Years a Slave                    | Venceu | Performance de filme de estreia. Primeira atriz negra africana (queniana) a ser indicada. Primeiro negro africano a vencer em qualquer categoria. Primeiro negro mexicano a ser indicado e vencer em qualquer categoria. Primeira atriz afro-latina a ser indicada e ganhar um Oscar.                                |        |
| 2017 |                    | Viola Davis            | Fences                              | Venceu | Atriz com maior número de indicações. Pela primeira vez, dois artistas afro-americanos ganharam o Oscar de papel coadjuvante no mesmo ano (Mahershala Ali, Moonlight). | [ 12 ] |
| 2017 |                    | Naomie Harris          | Moonlight                           | Indicada | Terceira atriz afro-britânica a receber uma indicação ao Oscar. Segundo filme com indicados negros a Melhor Ator Coadjuvante e Melhor Atriz Coadjuvante. |        |
| 2017 |                    | Octavia Spencer        | Hidden Figures                      | Indicada | Terceira atriz afro-americana a receber múltiplas indicações ao Oscar. Primeira atriz afro-americana a receber uma indicação no ano seguinte à sua vitória. Primeira vez que três filmes têm atrizes negras indicadas como atriz coadjuvante no mesmo ano.                                                           | [ 14 ] |
| 2018 | The Shape of Water | Octavia Spencer        | Indicada                            | Primeira atriz negra a ser indicada duas vezes após vencer anteriormente. Primeira atriz negra a ser indicada por dois anos consecutivos. | |        |
| 2018 |                    | Mary J. Blige          | Mudbound                            | Indicada | Primeira mulher negra a receber múltiplas indicações ao Oscar no mesmo ano. Primeira pessoa indicada ao prêmio de atuação e ao prêmio de música (Melhor Canção Original) no mesmo ano. |        |
| 2019 |                    | Regina King            | If Beale Street Could Talk          | Venceu | Segunda vez que dois artistas afro-americanos ganham Oscares de Coadjuvante no mesmo ano (Mahershala Ali, Green Book). |        |
| 2022 |                    | Ariana DeBose          | West Side Story                     | Venceu | Primeira atriz queer negra, afro-americana e afro-latina a ser indicada e vencer em qualquer categoria de atuação. |        |
| 2022 |                    | Aunjanue Ellis         | King Richard                        | Indicada | |        |
| 2023 |                    | Angela Bassett         | Black Panther: Wakanda Forever      | Indicada | Primeiro ator indicado para um filme do Marvel Cinematic Universe. Primeira atriz indicada para um filme de quadrinhos. Terceira atriz afro-americana a receber indicações de atuação nas categorias principal e coadjuvante, depois de Whoopi Goldberg e Viola Davis. Quarta atriz negra a ser indicada duas vezes. |        |
| 2024 |                    | Da'Vine Joy Randolph   | The Holdovers                       | Venceu | |        |
| 2024 |                    | Danielle Brooks        | The Color Purple                    | Indicada | |        |
| 2025 |                    | Zoe Saldaña            | Emilia Pérez                        | Venceu | Primeiro ator negro e afro-latino indicado por um filme principalmente em uma língua não inglesa. |        |

### Melhor Diretor
| Ano  | Recipiente | Recipiente     | Filme            | Resultado | Nota(s) | Ref.   |
| ---- | ---------- | -------------- | ---------------- | --------- | --- | ------ |
| 1992 |            | John Singleton | Boyz n the Hood  | Indicado  | Primeiro afro-americano indicado ao prêmio de Melhor Diretor. Pessoa mais jovem indicada nesta categoria (24 anos).                             | [ 15 ] |
| 2010 |            | Lee Daniels    | Precious         | Indicado  | Primeiro afro-americano a dirigir um filme indicado ao prêmio de Melhor Filme.                                                                  | [ 16 ] |
| 2014 |            | Steve McQueen  | 12 Years a Slave | Indicado  | Primeiro diretor negro cujo filme ganhou o Oscar de Melhor Filme. Primeiro afro-britânico a receber uma indicação de Melhor Diretor.            |        |
| 2017 |            | Barry Jenkins  | Moonlight        | Indicado  | Segundo diretor negro a dirigir um filme vencedor de Melhor Filme. Primeiro diretor afro-americano a dirigir um filme vencedor de Melhor Filme. | [ 17 ] |
| 2018 |            | Jordan Peele   | Get Out          | Indicado  | Primeiro afro-americano a receber uma indicação de Melhor Diretor e de Melhor Filme para um filme de estreia.                                   |        |
| 2019 |            | Spike Lee      | BlacKkKlansman   | Indicado  | |        |

### Melhor Banda Sonora Original
| Ano  | Recipiente      | Recipiente        | Filme                      | Resultado | Nota(s) | Ref. |
| ---- | --------------- | ----------------- | -------------------------- | --------- | --- | ---- |
| 1962 |                 | Duke Ellington    | Paris Blues                | Indicado  | Primeiro afro-americano a ser indicado a Melhor Trilha Sonora Original. Indicado a Melhor Música, Trilha Sonora de Filme Musical.                                                                               |      |
| 1965 | Calvin Jackson  | Calvin Jackson    | The Unsinkable Molly Brown | Indicado  | Compartilhado com Robert Armbruster, Leo Arnaud, Jack Elliott, Jack Hayes & Leo Shuken. |      |
| 1968 |                 | Quincy Jones      | In Cold Blood              | Indicado  | |      |
| 1973 |                 | Isaac Hayes       | Shaft                      | Indicado  | Indicado a Melhor Música, Trilha Sonora Dramática Original. |      |
| 1973 | Gil Askey       | Gil Askey         | Lady Sings the Blues       | Indicado  | Primeiro afro-americano a ser indicado na categoria Pontuação de Canção Original e/ou Adaptação (que é diferente da categoria Melhor Trilha Sonora Original).                                                   |      |
| 1979 |                 | Quincy Jones      | The Wiz                    | Indicado  | Primeiro afro-americano a ser indicado na categoria Trilha Sonora Original e Sua Adaptação ou Pontuação de Adaptação (que é diferente da categoria Melhor Trilha Sonora Original).                              |      |
| 1985 |                 | Prince            | Purple Rain                | Venceu    | Primeiro vencedor afro-americano de Melhor Trilha Sonora Original (que é diferente da categoria Melhor Trilha Sonora Original); esta categoria foi aposentada posteriormente.                                   |      |
| 1986 |                 | Quincy Jones      | The Color Purple           | Indicado  | Indicação compartilhada com outros 9 compositores. Semenya se tornou o primeiro negro sul-africano a ser indicado ao Oscar.                                                                                     |      |
| 1986 |                 | Andraé Crouch     | The Color Purple           | Indicado  | Indicação compartilhada com outros 9 compositores. Semenya se tornou o primeiro negro sul-africano a ser indicado ao Oscar.                                                                                     |      |
| 1986 | Caiphus Semenya | Caiphus Semenya   | The Color Purple           | Indicado  | Indicação compartilhada com outros 9 compositores. Semenya se tornou o primeiro negro sul-africano a ser indicado ao Oscar.                                                                                     |      |
| 1987 |                 | Herbie Hancock    | Round Midnight             | Venceu    | Primeiro afro-americano vencedor do Oscar de Melhor Trilha Sonora Original. |      |
| 1988 | Jonas Gwangwa   | Jonas Gwangwa     | Cry Freedom                | Indicado  | Compartilhado com George Fenton. |      |
| 2019 |                 | Terence Blanchard | BlacKkKlansman             | Indicado  | Primeiro afro-americano a receber várias indicações solo para Melhor Trilha Sonora Original. Pela primeira vez, vários afro-americanos receberam uma indicação para Melhor Trilha Sonora Original no mesmo ano. |      |
| 2021 | Da 5 Bloods     | Terence Blanchard | Indicado                   |           | Primeiro afro-americano a receber várias indicações solo para Melhor Trilha Sonora Original. Pela primeira vez, vários afro-americanos receberam uma indicação para Melhor Trilha Sonora Original no mesmo ano. |      |
| 2021 |                 | Jon Batiste       | Soul                       | Venceu    | Pela primeira vez, vários afro-americanos receberam uma indicação para Melhor Trilha Sonora Original no mesmo ano. Compartilhado com Trent Reznor e Atticus Ross.                                               |      |
| 2025 |                 | Kris Bowers       | The Wild Robot             | Indicado  | |      |